# El último turno
El último turno es un relato corto de Stephen King, publicado por primera vez en el número de octubre de 1970 de la revista Cavalier, y más tarde recopilado en la colección El umbral de la noche de 1978. Fue adaptado en una película de 1990 del mismo nombre.

## Configuración
El último turno se encuentra en una pequeña ciudad en Maine, y la acción se desarrolla en gran parte en una fábrica textil.

## Argumento
Un joven vagabundo llamado Hall llega a Gates Fall, un pequeño pueblo de Maine, donde el viejo molino va a reabrir para volver a cumplir las funciones textiles que antaño tenía. Un día, el cruel capataz, Warwick, lo recluta a él y a otros para ayudarlo con la ardua tarea de limpieza para ponerlo de nuevo a punto. 
El sótano del antiguo molino ha sido abandonado por décadas y, con los años, una infestación monumental de ratas se ha afianzado allí. Este imperio de ratas, separado del resto de la naturaleza, ha permitido a los animales evolucionar en una extraña y variada combinación de criaturas con su propio ecosistema extraño y autosuficiente: hay ratas grandes, acorazadas, albinas, del tamaño de comadrejas, que pueden trepar por las paredes o enterrarse en el suelo; y ratas-murciélago que han evolucionado a tamaños similares a un pterodáctilo. Allí, además, los hombres se encuentran con un sub-sótano, accesible solo desde el interior. Warwick encarga a Hall para que vaya a investigar el lugar, dándole opción a que elija a quien quiera para acompañarle, eligiendo al propio Warwick quien, a pesar de intentar evitar entrar allí, se ve obligado a seguir adelante.
A medida que se abren camino a través del sub-sótano, Hall y Warwick descubren que alberga algo más aterrador y horrible de lo que podrían haber soñado: la reina rata, del tamaño una vaca, sin ojos ni patas, cuyo único propósito es criar más ratas. Hall empuja a Warwick hacia la reina al rociarle con la manguera que usaban para atacar a las ratas y, mientras la reina devora a Warwick, Hall corre hacia la salida rociando a las ratas que encuentra en su camino. Sin embargo, es superado por estas y acaba siendo devorado vivo por las hordas de ratas mutantes. Mientras tanto, el otro equipo de trabajadores en la superficie se pregunta qué les ha sucedido y, sin saber qué clase de horror les espera, se preparan para bajar al sótano...